# Russischer Marsch (Strauss)
Russischer Marsch, op. 426, är en marsch av Johann Strauss den yngre. Den framfördes första gången den 29 april 1886 i Sankt Petersburg i Ryssland.

## Historia
I början av 1886 inbjöds Johann Strauss att dirigera välgörenhetskonserter i Sankt Petersburg. Som värdar stod ryska kvinnoavdelningen av Röda korset och en barnstiftelse. Det var Strauss första besök i Ryssland sedan 1869 och han lämnade Wien tillsammans med sin blivande tredje hustru Adèle i mars 1886 med sikte på Ryssland. De for först till Hamburg och Berlin, där Strauss dirigerade föreställningar av sin nya operett Zigenarbaronen, för att i mitten av april slutligen anlända till Sankt Petersburg. Strauss hade tagit med sig flera nya verk speciellt komponerade för tillfället (se Wiener Frauen op. 423, An der Wolga op. 425 och An der Wolga op. 425), däribland en marsch med titeln Marche des Gardes à Cheval, som framfördes första gången i Kavalleriregementets ridskola den 29 april 1886. Marschen var tillägnad tsar Alexander III av Ryssland. 
I Wien döptes marschen om till Russischer Marsch och den framfördes första gången vid en av brodern Eduard Strauss välgörenhetskonserter i Musikverein den 7 november 1886.

## Om marschen
Speltiden är ca 4 minuter och 2 sekunder plus minus några sekunder beroende på dirigentens musikaliska tolkning.

## Weblänkar
- Russischer Marsch i Naxos-utgåvan.